# 黃百新
黃百新（罗马拼音：Wong Pek Sen或Wong Pek Shen，1945年—），印尼語名：，出生於中爪哇省的梭羅，印尼前男子羽球運動員。
1966年，他以出生名黃百新贏得亞洲運動會羽球比賽男子單打銀牌，在決賽中輸給同胞翁振祥。同年，兩人一起贏得法國羽球公開賽男子雙打冠軍。1969年，他改以印尼語名字參加加拿大羽球公開賽，與米納妮一起贏得混合雙打冠軍。同年，他在全英羽球錦標賽獲得男子單打亞軍，在決賽中負於同胞梁海量（魯迪·哈托諾）。
他曾代表印尼參加1970年湯姆斯盃，在對陣馬來西亞的決賽中，他以以第三單打身份上場，以兩個12:15輸給陳奕芳。然而，印尼隊最終仍然以7比2贏得冠軍。